# Сиволап Христина Вікторівна
Сиволап Христина Вікторівна (нар. 29 грудня 1991, Рівне) — українська кінорежисерка, сценаристка та кліпмейкерка.

## Біографія
Народилася 29 грудня 1991 року у Рівному у сім'ї видавця Віктора Данилова. У 2008—2013 роках навчалася в Університеті ім. І. Карпенка-Карого за спеціальністю телережисура. Під час навчання зняла ігрову короткометражку «Дужевільний» (2012).
У 2013 році за підтримки Держкіно зняла короткометражний фільм «Давай не сьогодні», сценарій якого написала у співавторстві з Олексієм Сиволапом. Бюджет стрічки склав 1 млн грн. Фільм здобув перемогу в конкурсі короткометражних робіт на Трієстському кінофестивалі в Італії.
У 2017 році була співрежисеркою телесеріалу «Тато Ден» для телеканалу СТБ. У 2017 зняла серіал «Кафе на Садовій» (СТБ). У 2018 році зняла телесеріал «Вище тільки кохання» (телеканал Україна).
У 2017 році обрана членом Української кіноакадемії.
12 грудня 2019 року вийшов відеокліп на дуетну пісню Тіни Кароль та Юлії Саніної «Вільна», що є саундтреком до фільму «Віддана». Режисеркою кліпу є Христина Сиволап.
У 2020 році на українські кіноекрани вийшов фільм «Віддана», що став режисерським дебютом Сиволап у повнометражному кіно.

## Особисте життя
Одружена, виховує доньку Алісу. З сім'єю живе у Києві.

## Фільмографія
| Рік  |    | Українська назва    | Оригінальна назва  | Роль                   |
| ---- | -- | ------------------- | ------------------ | ---------------------- |
| 2019 | ф  | Віддана             |                    | режисерка              |
| 2018 | с  | Вище тільки кохання | Выше только любовь | режисерка, Ляля        |
| 2017 | с  | Тато Ден            | Папа Дэн           | режисерка              |
| 2017 | с  | Кафе на Садовій     | Кафе на Садовой    | режисерка              |
| 2014 | кф | Давай не сьогодні   |                    | режисерка, сценаристка |